# Clase Dévastation (1855)
Las baterías flotantes acorazadas clase Dévastation fueron construidas específicamente para el ataque de las fortificaciones costeras rusas durante la Guerra de Crimea. En 1846 Francia incluyó en su programa naval la construcción de dos baterías flotantes acorazadas, pero el proyecto que proponia un casco de hierro fue objeto de críticas que cuestionaban la duración y resistencia de tal casco. Así pues, la realización de esas naves a las que se les reprochaba un calado demasiado elevado, no fue aprobada. Napoleón III intervino personalmente a fin de que, considerando las experiencias prácticadas en la guerra de Crimea, la construcción de las baterías flotantes recibiera la prioridad necesaria.  Francia tenía la intención de construir diez de estos barcos, pero con el tiempo disponible solo dio la orden de colocar la quilla de cinco unidades de este tipo (Tonnante, Dévastation, Lave, Foudroyante y Congrève), que fue llevada a cabo el 28 de julio de 1854,. de las cuales las tres primeras participaron en el ataque a la fortaleza de Kinburn en 1855 y sirvieron en el Adriático en junio-julio de 1859 durante la guerra italiana.
En total, las cinco baterías flotantes acorazadas de clase Dévastation costaron 6.580.000 francos (una media de 1.316.000 francos cada una). El buque líder de la clase, el Dévastation costó 1.146.489 francos. 

## Diseño y Construcción

### Armamento
El armamento constaba de 16 cañones de ánima rayada, 8 por banda, de 50 libras,  con un alcance de 2500 metros. Otras 2 piezas de 12 libras emplazadas en el puente, compleaban el armamento. Como todas las naves de la época la disposición de las artillería era bastante deficiente e impedía cualquier acción con el mar embravecido.

### Casco y construcción
El casco de la clase era de madera con el puente de cubierta plano y en forma de caja, con la proa y popa añadidas, y altas bordas que lo contorneaban por completo. Las únicas aberturas eran las correspondientes a las portas de la artillería, y a la ventilación que quedaba asegurada mediocremente por ventiladores mecánicos. Las naves contaban con tres palos que aparejaban velas cuadradas, bauprés una chimenea hacia popa.
Previamente a la colocación de la quilla, evaluciones llevadas a cabo en Vincennes habían demostrado la necesidad de dotar a dichas unidades de un blindaje de al menos 183 placas de 110 mm (4,3 plg) de hierro forjado grueso fabricado por Creusot Rive-de-Gier, que pesaba en total 297,5 toneladas, fijado a una estructura de madera de 300 mm de espesor. Para proteger la cadena del ancla del fuego enemigo, el escobén de ésta estaba situado por debajo de la línea de flotación. Las portas estaban protegidas por rejas de hierro batido. Además exitía una torre de mando de metal, a prueba de balas, comunicada con la sala de máquinas por un tubo de gutapercha.

### Propulsión
Los barcos de la clase Dévastation poseían una planta motriz constituida por una máquina alternativa horizontal, provista de seis calderas tubulares a carbón, que daban una presión de 4kg/cm2 y estaban alimentadas con agua de mar, a pesar de los graves inconvenientes que ello suponía. El movimiento estaba asegurado por una hélice de cuatro palas de 1,80 metros de diámetro directamente acoplada al motor sin utilizar los sistemas ya existentes, como engranajes multiplicadores; el peso de la instalacíón era de 275 kg por hp real. En cuanto al rendimiento, resultó mediocre: se esperaba alcanzar los 6 nudos (11.11 km/h - 6.90 mph), pero con sus 150 hp nominales  sólo se obtuvieron 3,5. Para alcanzar estos modestos resultados era necesario andar con el motor a toda máquina, con lo que se obligaba a la tripulación a soportar temperaturas cercanas a los 80 °C y un ruido ensordecedor, cuando la hélice giraba a unos 185 rpm, lo cual, para la época, representaba una cota notable.

## Historial Operativo
- Dévastation partió de Cherburgo hacia el Mar Negro remolcado por la fragata de paletas l'Albatros el 10 de agosto de 1855.[4] El 17 de octubre de 1855 participó en el bombardeo de la fortaleza rusa en Kinburn,[4] disparando 1.265 proyectiles (incluidos 82 proyectiles) en cuatro horas y recibió 72 impactos (incluidos 31 en el blindaje), resultando en la muerte de 2 tripulantes y 12 heridos En junio y julio de 1859 formó parte de la flotilla de asedio en el Adriático durante la guerra italiana.[4] En 1866 se convirtió en una escuela de artillería como auxiliar de los barcos de la clase Louis-XIV en Tolón.[4]
- Tonnante se armó en Rochefort el 2 de junio de 1855.[5] Salió de Brest hacia el Mar Negro remolcada por la fragata de paletas Darien .[5] El 17 de octubre de 1855 participó en el bombardeo de la fortaleza rusa en Kinburn,[6] disparando 1.012 proyectiles en cuatro horas, recibió 66 impactos en su blindaje y 9 miembros de su tripulación resultaron heridos.  Pasó el invierno de 1855-1856 congelada en el Dnieper. Fue rearmada el 5 de junio de 1856,[5] y comisionada en Brest el 5 de julio de 1856.[5] Entró en reserva en Brest el 18 de septiembre de 1857.[5] Fue puesta en servicio nuevamente en Brest el 3 de junio de 1859,[5] y en junio y julio de 1859 formó parte de la flotilla de asedio en el Adriático durante la guerra italiana.[5] Pasó a la reserva el 6 de marzo de 1860.[5]
- Lave se armó en Lorient el 18 de mayo de 1855,[6] y partió de Lorient hacia el Mar Negro remolcado por la fragata de paletas Magellan .[6] El 17 de octubre de 1855 participó en el bombardeo de la fortaleza rusa en Kinburn,[6] disparando 900 proyectiles en cuatro horas sin sufrir daños.  Fue desarmada en Toulon el 10 de julio de 1856.[6] Fue rearmada en Toulon el 22 de abril de 1859, y en junio y julio de 1859 formó parte de la flotilla de asedio en el Adriático durante la guerra italiana.[6] Fue desarmada nuevamente en Toulon el 1 de septiembre de 1859.[6] Fue rearmada el 26 de octubre de 1867 y desarmada el 3 de diciembre de 1867 en Toulon. Fue rearmada nuevamente el 1 de septiembre de 1870, hasta que fue desarmada en Toulon el 1 de abril de 1871.[6]
- Foudroyante fue enviada al Báltico en 1856, pero intervino la paz, por lo que permaneció en Cherburgo. Fue armada el 10 de junio de 1859 y desarmada en 1865-1867.[7]
- Congrève estaba armado para la guerra en 1855 y se planeó enviar a Congrève al Báltico, pero no fue.[8] Estuvo en reserva entre 1861 y 1865 y fue desarmada en 1866.[8]

Finalmente de los 5 buques, el Congrève se retiró en 1867 y el resto fueron retirados en 1871.

## Barcos de la clase
| Nombre      | Construido en | Iniciado                | Botado              | Asignado             | Retirado                | Desechado       | Fuente |
| ----------- | ------------- | ----------------------- | ------------------- | -------------------- | ----------------------- | --------------- | ------ |
| Dévastation | Cherburgo     | 5 de septiembre de 1854 | 17 de abril de 1855 | 10 de agosto de 1855 | 9 de mayo de 1871       | 1872, Tolón     | [ 4 ]  |
| Tonnante    | Brest         | 5 de septiembre de 1854 | 17 de marzo de 1855 | 30 de julio de 1855  | 31 de agosto de 1871    | 1873-4, Tolón   | [ 5 ]  |
| Lave        | Lorient       | 20 de agosto de 1854    | 26 de mayo de 1855  | 6 de agosto de 1855  | 9 de mayo de 1871       | 1873, Tolón     | [ 6 ]  |
| Foudroyante | Lorient       | 20 de agosto de 1854    | 2 de junio de 1855  | 10 de junio de 1859  | 29 de noviembre de 1871 | 1874, Cherburgo | [ 7 ]  |
| Congrève    | Rochefort     | 4 de septiembre de 1854 | 1 de junio de 1855  | No comisionado       | 13 de mayo de 1867      | 1868, Brest     | [ 8 ]  |